# Міллсборо (Пенсільванія)
Міллсборо (англ. Millsboro) — переписна місцевість (CDP) в США, в окрузі Вашингтон штату Пенсільванія. Населення — 580 осіб (2020).

## Географія
Міллсборо розташоване за координатами 39°59′24″ пн. ш. 80°0′8″ зх. д. / 39.99000° пн. ш. 80.00222° зх. д. (39.990130, -80.002243).  За даними Бюро перепису населення США в 2010 році переписна місцевість мала площу 2,04 км², уся площа — суходіл.

## Демографія
Згідно з переписом 2010 року, у переписній місцевості мешкало 666 осіб у 258 домогосподарствах у складі 184 родин. Густота населення становила 326 осіб/км².  Було 299 помешкань (146/км²).
Расовий склад населення:
| - 97,4 % — білих - 0,6 % — чорних або афроамериканців |

До двох чи більше рас належало 2,0 %. Частка іспаномовних становила 0,2 % від усіх жителів.
За віковим діапазоном населення розподілялося таким чином: 25,4 % — особи молодші 18 років, 59,4 % — особи у віці 18—64 років, 15,2 % — особи у віці 65 років та старші. Медіана віку мешканця становила 37,6 року. На 100 осіб жіночої статі у переписній місцевості припадало 84,5 чоловіків;  на 100 жінок у віці від 18 років та старших — 83,4 чоловіків також старших 18 років.
Середній дохід на одне домашнє господарство  становив 49 966 доларів США (медіана — 49 375), а середній дохід на одну сім'ю — 56 632 долари (медіана — 51 591). За межею бідності перебувало 23,6 % осіб, у тому числі 44,3 % дітей у віці до 18 років та 18,6 % осіб у віці 65 років та старших.
Цивільне працевлаштоване населення становило 242 особи. Основні галузі зайнятості: будівництво — 23,1 %, освіта, охорона здоров'я та соціальна допомога — 19,8 %, роздрібна торгівля — 17,8 %.